# Australoeucyclops
Australoeucyclops – rodzaj widłonogów z rodziny Cyclopidae.

## Zasięg występowania
Rodzaj obejmuje gatunki występujące w Australii, Nowej Zelandii i Indonezji.

## Systematyka
Rodzaj Australoeucyclops wprowadził w 2006 roku pracujący w Australii serbski hydrobiolog Tomislav Karanovic. Na gatunek typowy wyznaczył Australoeucyclops karaytugi. Autor do rodzaju zaliczył też cztery inne gatunki, z tym że jeden z nich – Australoeucyclops linderi – został później przeniesiony do innego rodzaju jako Eucyclops (Subterrocyclops) linderi.

### Podział systematyczny
Do rodzaju należą następujące gatunki:
- Australoeucyclops darwini Karanovic & Tang, 2009
- Australoeucyclops eucyclopoides (Kiefer, 1929)
- Australoeucyclops karaytugi Karanovic, 2006
- Australoeucyclops timmsi (Kiefer, 1969)
- Australoeucyclops waiariki (Lewis M.H., 1974)